# かいれい
かいれい（RV Kairei）は、海洋研究開発機構（JAMSTEC）の深海探査研究船（海洋調査船）。運航・管理業務は日本海洋事業が委託を受けて行っていた。

## 来歴
1995年1月17日の阪神・淡路大震災を受けて、6月16日に地震防災対策特別措置法が成立した。これに伴って、1996年（平成8年度）より科学技術庁の主導下に地震総合フロンティア研究がスタートした。これは理化学研究所、宇宙開発事業団、核燃料サイクル開発機構、日本原子力研究所および海洋科学技術センター（JAMSTEC）において、これまでに蓄積された知見・技術を最大限に活かして集学的に地震学研究を進めていくというものであった。JAMSTECは海底下深部構造フロンティア研究を分担しており、海底地下構造、とくにプレート間地震の震源やプレートテクトニクス的な重要点である海溝の探査が重要となった。
JAMSTECでは、1994年（平成6年度）でマルチチャンネル反射法地震探査（MCS）システムを開発しており、有望な深部地殻探査手法として期待されていた。また同年度では、有人潜水調査船「しんかい6500」の事前調査・救難用として10,000メートル級ROV「かいこう」が開発され、「よこすか」に搭載されていたが、ROVに頼らない救難手法の開発を受けて、海洋調査業務への投入が期待されていた。これらの新装備のプラットフォームとして建造されたのが本船である。
1995年（平成7年度）補正予算において、深海域の総合的な調査研究を行う深海調査研究船の建造が認められたことから、JAMSTECでは、深海開発技術部を中心として「深海調査研究船建造プロジェクトチーム」を発足させて検討に着手した。同年10月には川崎重工業と建造契約を締結、1996年2月に起工式が行われた。

## 設計

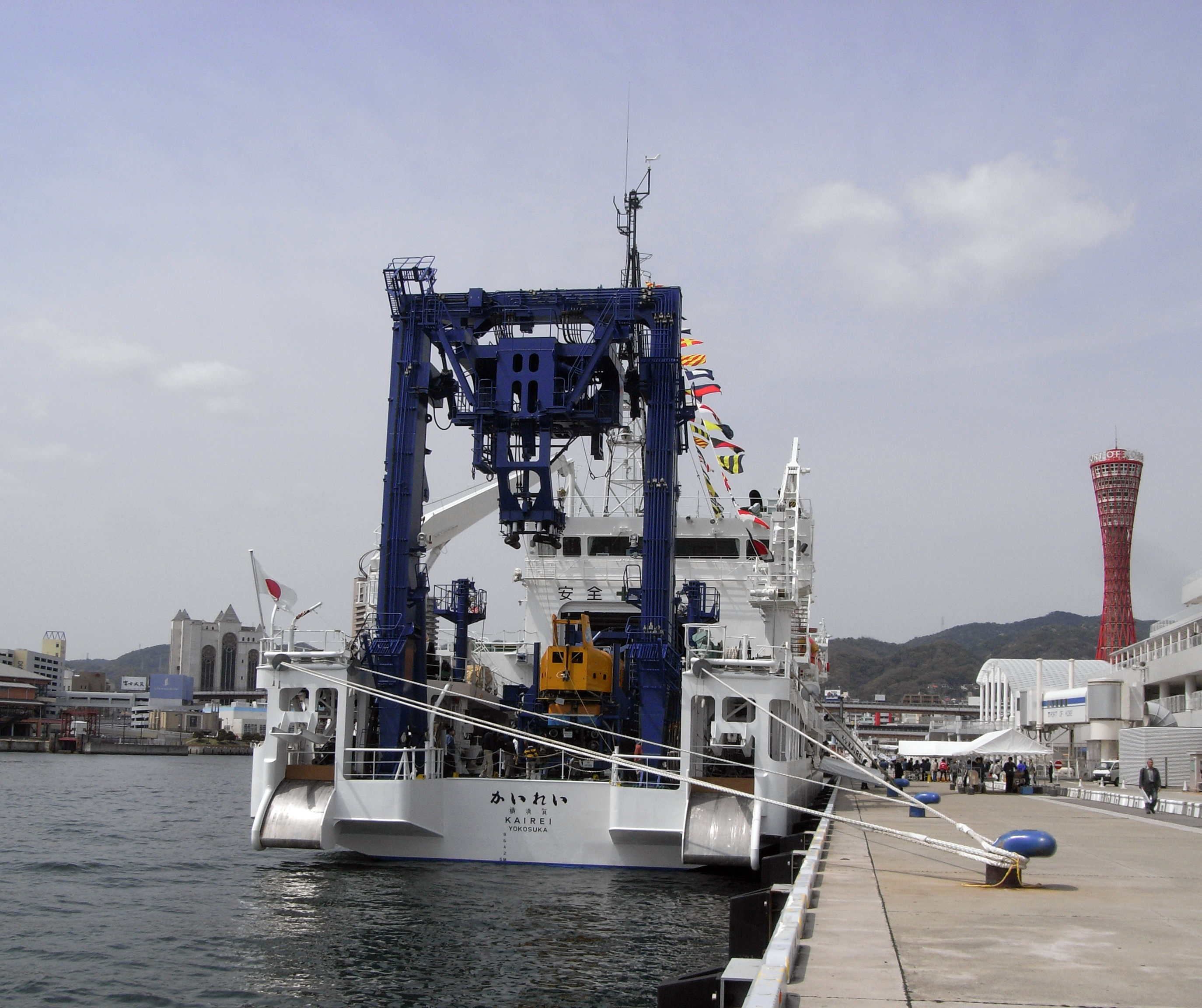
後方からの船影

設計面では、「よこすか」を基本としつつ、その運用実績を踏まえて全面的に改良が施された。水線下の形状はほぼ同一であるが、作業性を重視して短艇甲板が貫通甲板とされたことから、船型は2層の全通甲板を備えた長船首楼型とされている。また船首はバルバス・バウ、船尾はトランサム型が採用された。
「よこすか」の運用実績を踏まえて、居住区画は機関室前部の第2甲板上および上甲板上の4層の甲板に配置されている。長期間連続の調査となることから、研究員・部員ともに、すべて1人部屋ないし個室4人部屋（談話スペースのみ共通、寝所は個室）配置とされている。また調査中の交通の便を考慮し、標準サイズのラックを持った状態でもスムーズに船内を歩けるよう、通路の幅は120センチに拡げられた（「よこすか」では80センチ）。
主機関としては4サイクルディーゼルエンジン2基を備えている。「よこすか」と同様、音響機器への悪影響を防ぐために水中放射雑音の低減策を講じている。主機関や減速機、エアガンなどは防振ゴムによって支持されており、防振支持をしている機器と配管との取り合いはフレキシブルジョイントとされた。これら機器室付近の船底外板などにはエポキシ樹脂系の塗布型制振材が施行された。またプロペラのキャビテーションによる雑音を低減するため、スキュード・プロペラとするとともに多翼化・大径化・低回転化がはかられている。なお、特にROVの着水揚収時などには精密な操船が求められる性格上からバウスラスタを装備、操縦装置をジョイスティック化した。ただし自動船位保持装置（DPS）は搭載されず、簡易型の「KIKUSU」が搭載されたものの、基本は手動運用であるため、24時間のオペレーションには非対応となっている。

## 装備

### 測位・地形調査
本船では、下記のROV「かいこう」の運用能力が重視されたことから、測位・地形調査システムを中心として潜航支援システムが構築されている。測位用としては電波航法装置と音響航法装置が搭載された。電波航法装置は、GPSおよびディファレンシャルGPS、ジャイロコンパス、ドップラースピードログなどからの情報を統合処理することによる高精度測位機能を備えるとともに、あらかじめ設定された計画航路との比較によりオートパイロットを制御して、自動航行機能も有している。特にディファレンシャルGPSの導入は、従来のシステムと比して測位精度が一桁以上向上したと評された。一方、音響航法装置は、海底に設置されるトランスポンダと「かいこう」搭載のレスポンダ、船底の送受波器アレイ、船上処理装置で構成されている。測位方式はスーパーショートベースライン（SSBL）方式とロングベースライン（LBL）方式である。トランスポンダとしては、大深度用の7キロヘルツ帯と6,000メートル級の14キロヘルツ帯の2種類を装備しており、水深約11,000メートルまでの海域において、目標地点に「かいこう」を正確に誘導できる。またJAMSTEC所有の他船で使用している音響航法装置の周波数も使用できる。
海底地形調査のため、船底にはシービーム2112.004型マルチビーム音響測深機（MBES）が設置された。これは、周波数12キロヘルツ、2°×2°のナロービームを151本生成して、海底地形を即座に等深線図として作図することができるほか、サイドスキャンソナーとしての利用も可能である。なお本船では、受信器は地層探査装置と兼用とされた。これにより、「かいこう」の運航を含めた調査計画立案が大幅に効率化されたほか、「かいこう」で実際に観察された海底面の様子などと総合することで、新しいアプローチでの研究が可能となった。また2013年末から2014年にかけて、シービーム3012への更新が行われた。これは、送波ビームフォーミングによって送信ビームの安定化を図るというスエプトビーム機能を付与するとともに、ビーム数も301ビームに倍増、スワス幅も拡大されている。
またこのほか、船上重力計やプロトン磁力計、および3成分磁力計が搭載された。重力・磁力データは地球物理学において極めて重要な資料であるにもかかわらず、特に海上ではサンプル数の絶対的な不足が問題になってきた。本船では航走中にもデータを自動的に取得できることから、長期間・広域にわたる観測が可能となっている。

### 地質・地層調査
上記の通り、本船のもう一つの主要装備がマルチチャンネル反射法地震探査（MCS）システムである。これは高圧空気によって海中で大きな振動を発生させ、これが海底下数十キロメートルという深部まで達したのちに跳ね返ってくる反射波を受振・解析することで、海底下の構造を探るものであり、海底下深部構造を知るために最も有力な物理探査法のひとつとされている。JAMSTECでは、本船と、並行して改装が進められていた「みらい」とを対にして、「みらい」は高緯度荒天海域を、「かいれい」は海溝域を中心として分担して観測を進めることを構想した。
本船の搭載システムは震源部、受信部、データ解析部などから構成されており、「かいよう」で試験に供されていたシステムに対して、震源部のエアガン容量強化など所定の改装を加えたうえで本船に移設してきたものであった。震源部は、水中で曳航されるエアガンと、これに圧縮空気を送るコンプレッサー、発振を制御する震源制御部からなる。コンプレッサーとしては、市販最大級のオーストリアLMF社製品（毎分24立方メートル）を2基搭載した。また受信部は、120チャンネルの受信器を内蔵したストリーマーケーブルや制御・記録装置、ケーブル深度制御器およびケーブルウインチからなる。ストリーマーケーブルは、当初は3,500メートル長であったが、後に5,500メートルとなった。
またこのほか、上記のシービーム2112.004型マルチビーム音響測深機のサブシステムとして、地層探査装置（sub bottom profiler, SBP）が搭載されている。これは規則的に4キロヘルツの音波を発振して、海底下数10メートルの海底表層付近の地層を得るものである。その後、シービーム3012への更新に伴ってこの機能が削除されたことから、別体の専用機としてBathy2010が導入された。
試料採取用としては、トラクション機能付きのワイヤ・ウインチ（ワイヤ径14ミリ×長さ12,000メートル）が設置されており、20メートルのピストンコアサンプラやドレッジャー、グラブ採泥器を投入することができる。ワイヤの操出速度や操出長、張力情報は船内のLANに出力でき、海底での挙動を船上で把握できるようになっている。また採取した試料の処理や化学・生物学的調査研究も船上で行えるよう、研究設備も備えている。これらのラボラトリは、「かいこう」格納庫内の上甲板および端艇甲板上に、またその他の研究設備も上甲板上の居住区画内に集約配置している。

### 搭載艇・搭載機
着水揚収システムは、基本的に「よこすか」のものの改良型であり、船尾のAフレームクレーンと別索着水揚収装置、移動台車および一次ケーブルハンドリング装置によって構成されている。Aフレームクレーンは「しんかい2000」の支援母船として建造された「なつしま」で採用されて以降踏襲されてきているもので、本船搭載のものではシーステート4まで通常通りの運用が可能、またシーステート5でも緊急揚収に対応可能とされている。搭載機であるROV「かいこう」は水中重量が約30キロニュートンと負浮量であり、吊り下げ時には波の影響でシステムに過大な外力が加わることが懸念されたことから、1次ケーブルに衝撃荷重の負担がかからないように着水揚収時には専用の別索を用いる方式とされたほか、この別索が緩むことがないよう、高張力オートテンション（張力 約30 kN）と低張力オートテンション（張力 約10 kN）を適宜に手動ないし自動で切り替える各種の機構が導入されている。
なお、「かいこう」の本来のビークルは2003年5月29日の事故で行方不明となり、以降は7,000メートル級のROVとして、かいこう7000、かいこう7000II、かいこう Mk-IVと順次に換装を重ねつつ運用されてきたが、2007年のABISMOの実用化によって、10,000メートル級のROVの運用能力が復活することになった。

## 船歴
- 1997年3月27日 竣工、JAMSTECに引き渡し
- 1997年12月 南西諸島にて「かいこう」で学童疎開船対馬丸らしき船体を確認
- 1999年11月「H-IIロケット8号機」第1次調査にて第1段ロケットの部品を発見
- 2001年10月 ハワイ、ホノルル沖えひめ丸沈没海域で遺留物回収
- 2003年5月29日 室戸沖南海トラフにて「かいこう」ビークル漂流事故発生
- 2005年4月 「かいこう7000」運用開始
- 2007年12月 大深度小型無人探査機「ABISMO」実海域試験において水深9,707mの潜航に成功

## 登場作品
- 『ガメラ3 邪神覚醒』 (1999年) - 搭載した「かいこう」が沖ノ鳥島沖海底でガメラの墓場を発見する場面で登場[12][13]。
- 『ゴジラ2000 ミレニアム』 (1999年) - 日本海溝にゴジラ検出用センサーを設置する場面で登場[13]。
- 『ウルトラマンティガ THE FINAL ODYSSEY』(2000年)[14]